# 第一届一带一路国际合作高峰论坛
“一带一路”国际合作高峰论坛，后又称第一届“一带一路”国际合作高峰论坛，于2017年5月14日至15日在北京举行。14日论坛场地在国家会议中心，中共中央总书记习近平出席了开幕式，且发表了题为“携手推进‘一带一路’建设”内容的演讲。130多个国家和70多个国际组织代表出席。15日论坛场地在北京市郊雁栖湖，由29个国家的国家元首或政府首脑及各国际组织代表参加了领导人圆桌峰会。这次圆桌峰会由习近平主持，中共中央政治局常委、国务院副总理张高丽也作了发言。

## 论坛背景
- 2013年，中共中央总书记习近平提出共同建设“丝绸之路经济带”与21世纪“海上丝绸之路”，是为“一带一路”。旨在通过加强国际合作，对接彼此发展战略，实现优势互补，促进共同发展。

- 2017年1月17日，习近平在达沃斯世界经济论坛年会上宣布，2017年5月中国将在北京主办“一带一路”国际合作高峰论坛。

- 2017年3月5日，中国国务院总理李克强在十二届全国人大五次会议上作《政府工作报告》时提出，要高质量办好“一带一路”国际合作高峰论坛。

## 会议概要
2017年5月14日與15日，「一带一路國際合作高峰论坛」（Belt and Road Forum for International Cooperation）于北京举行。14日論壇場地在國家會議中心，中共中央总书记习近平出席了开幕式，且发表了题为“携手推进‘一带一路’建设”内容的演讲。130多个国家和70多个国际组织代表出席。15日論壇場地在北京市郊雁栖湖，由29個國家的国家元首或政府首脑及各國際組織代表参加了领导人圆桌峰会。这次圆桌峰会由习近平主持，中共中央政治局常委、国务院副总理张高丽也作了发言。
出席会议还包括阿根廷总统毛里西奥·马克里、白俄罗斯总统卢卡申科、智利总统巴切莱特、捷克总统米洛什·泽曼、印度尼西亚总统佐科·维多多、哈萨克斯坦总统努尔苏丹·纳扎尔巴耶夫、肯尼亚总统肯雅塔、吉尔吉斯斯坦总统阿尔马兹别克·阿坦巴耶夫、老挝人民革命党总书记兼老挝国家主席本扬·沃拉吉、菲律宾总统罗德里戈·杜特尔特、俄罗斯总统弗拉基米尔·普京、瑞士联邦主席洛伊特哈德、土耳其总统雷杰普·塔伊普·埃尔多安、乌兹别克斯坦总统沙夫卡特·米尔济约耶夫、越南国家主席陈大光、柬埔寨首相洪森、埃塞俄比亚总理海尔马里亚姆·德萨莱尼、斐济总理姆拜尼马拉马、希腊总理齐普拉斯、匈牙利总理欧尔班、意大利总理真蒂洛尼、马来西亚首相纳吉、蒙古国总理额尔登巴特、缅甸国务资政昂山素季、巴基斯坦总理谢里夫、波兰总理希德沃、塞尔维亚总理暨当选总统武契奇、西班牙首相拉霍伊、斯里兰卡总理维克勒马辛哈等国家的领导人，以及联合国秘书长古特雷斯、世界银行行长金墉、国际货币基金组织总裁拉加德等国际组织的领导人。会议最终通过了一份联合公报。
此外，韩国执政党共同民主党议员朴炳锡（国会副议长级别）、朝鲜对外经济相金英才、日本自民党干事长、前经济产业大臣二阶俊博、英国财政大臣哈蒙德、美国特朗普政府的高级顾问兼国家安全委员会负责东亚事务的波廷杰及其所在代表团分别代表本国受邀出席该峰会。

## 参加圆桌会议的领导人

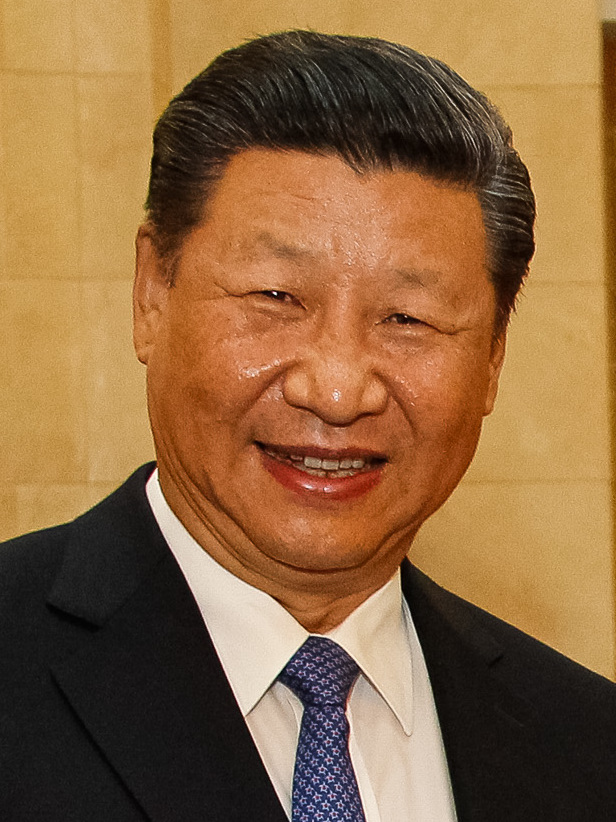
中国（主办国） 中共中央总书记、国家主席习近平
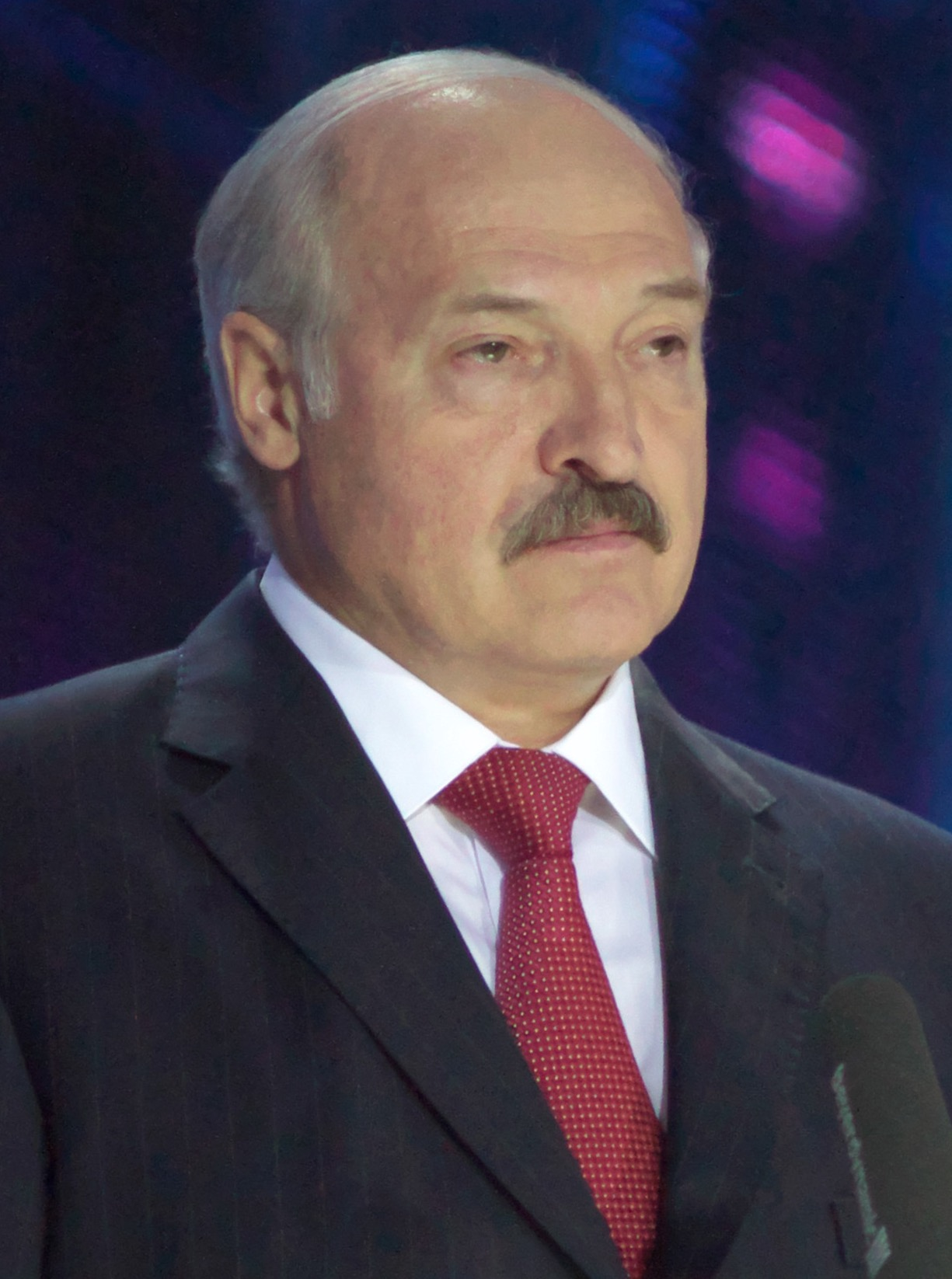
白俄羅斯 总统卢卡申科
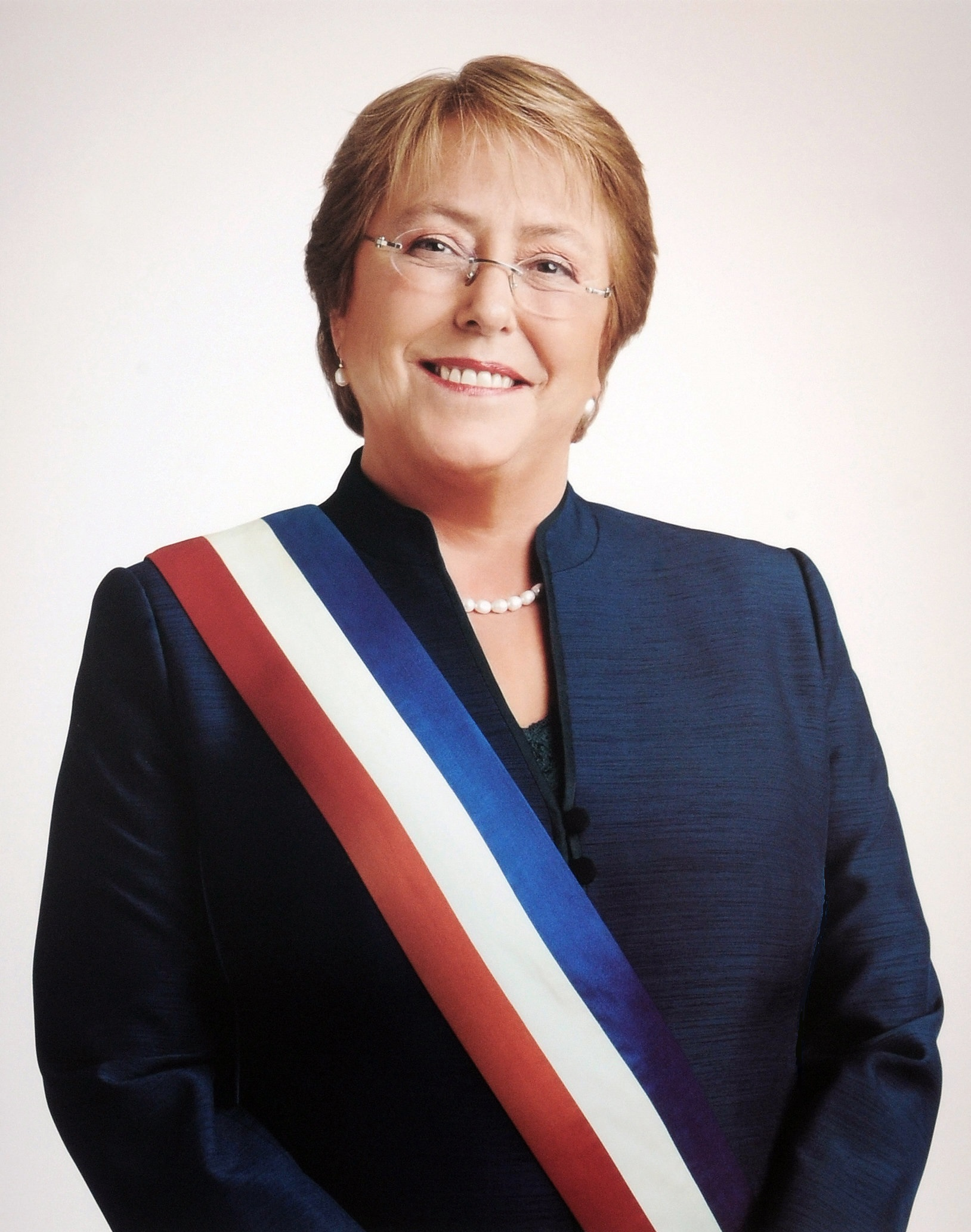
智利 总统巴切莱特
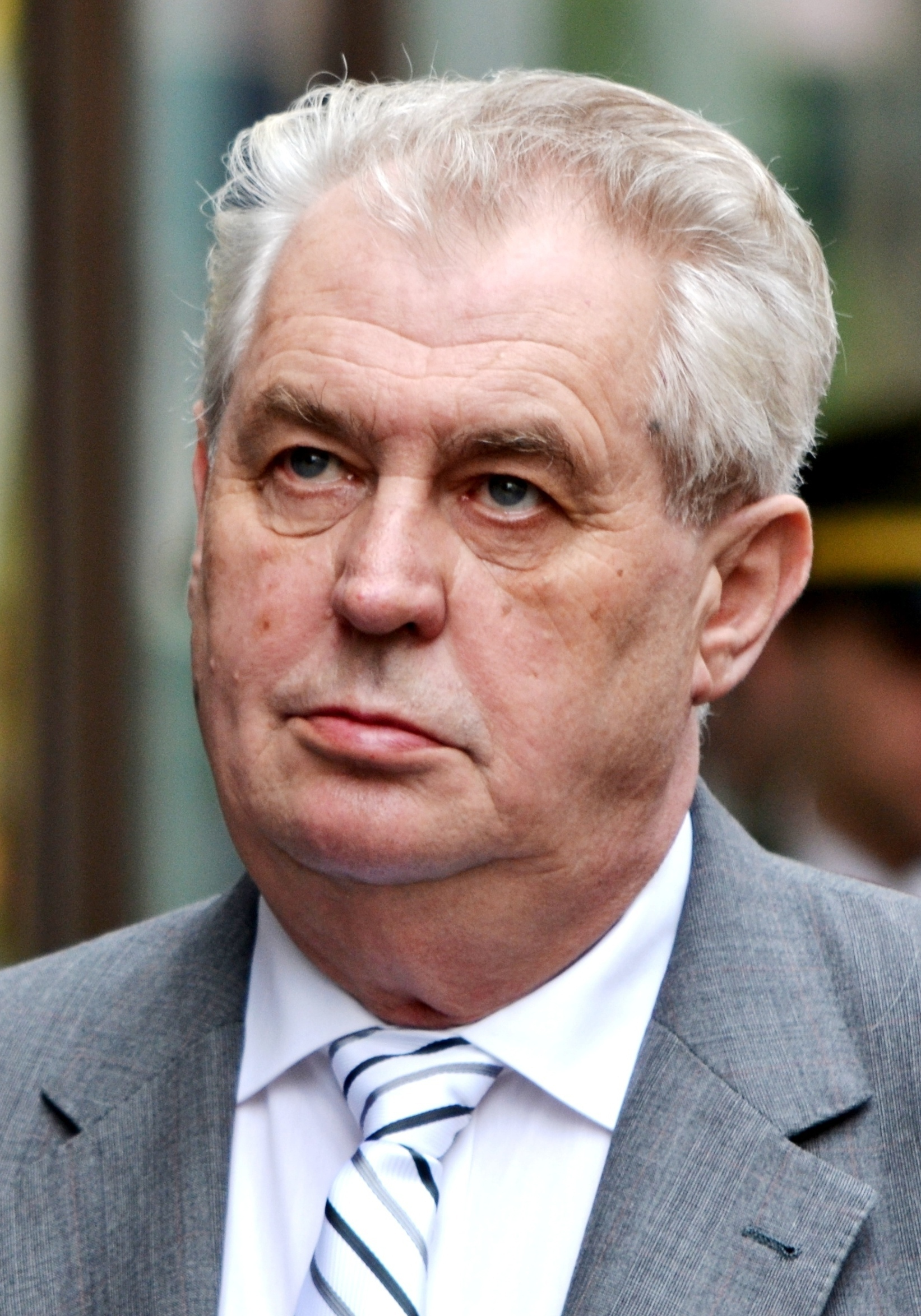
捷克 总统米洛什·澤曼
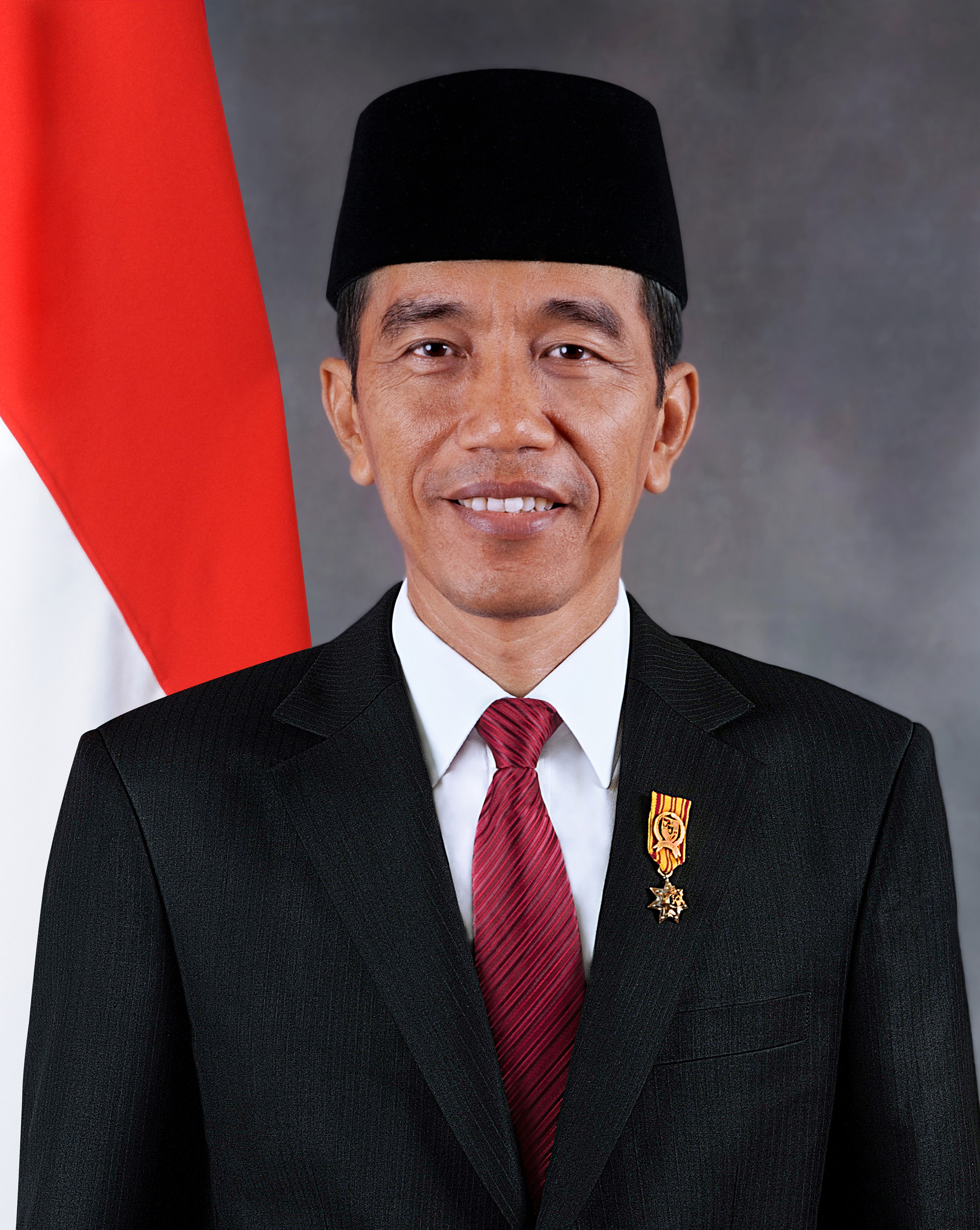
印度尼西亞 总统佐科·维多多
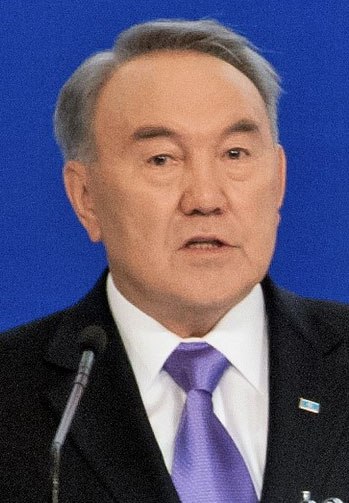
总统努尔苏丹·纳扎尔巴耶夫
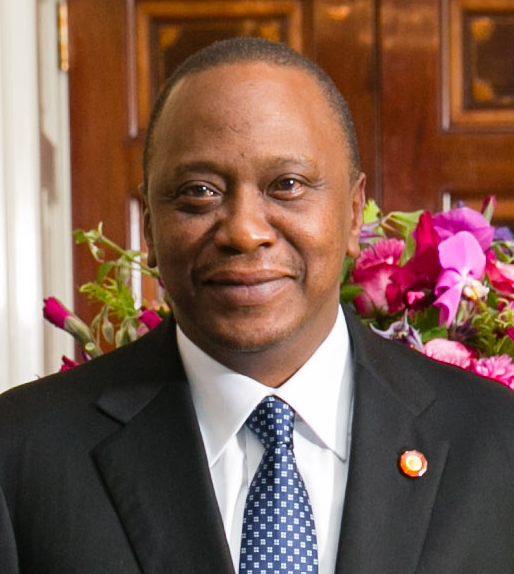
总统乌胡鲁·肯雅塔
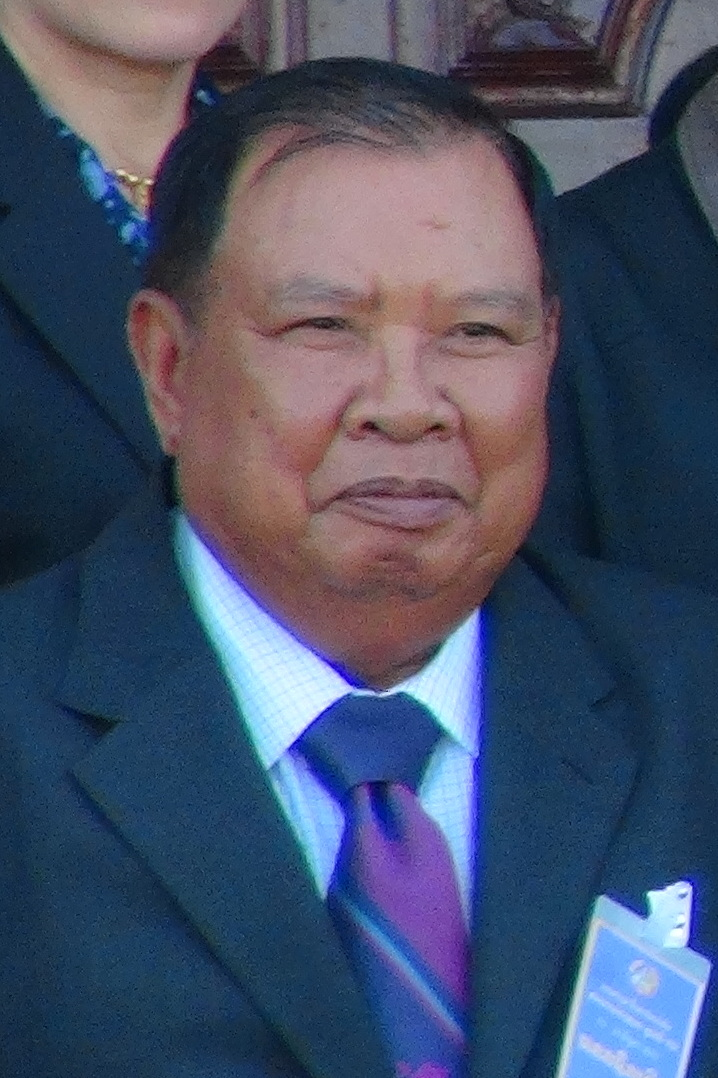
老挝人民革命党总书记、国家主席本扬·沃拉吉
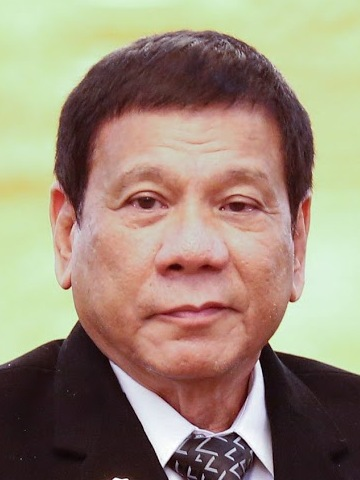
菲律賓 总统罗德里戈·杜特尔特
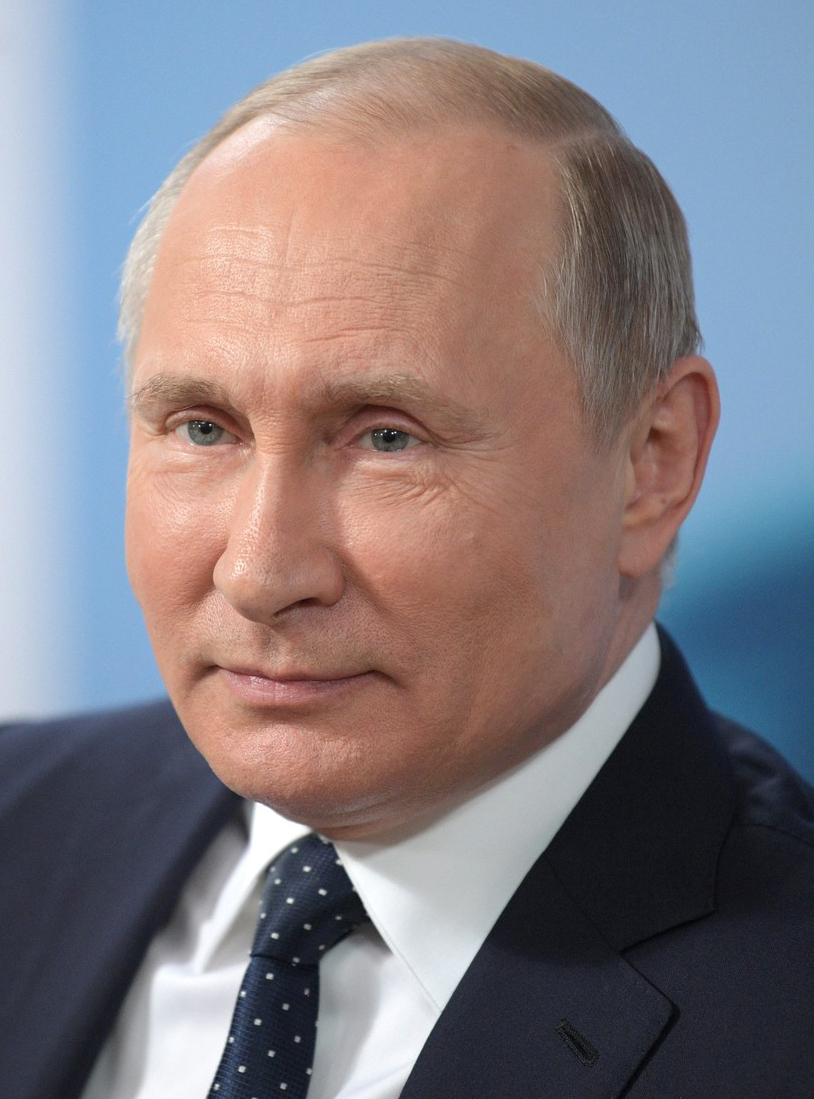
俄羅斯 总统普京
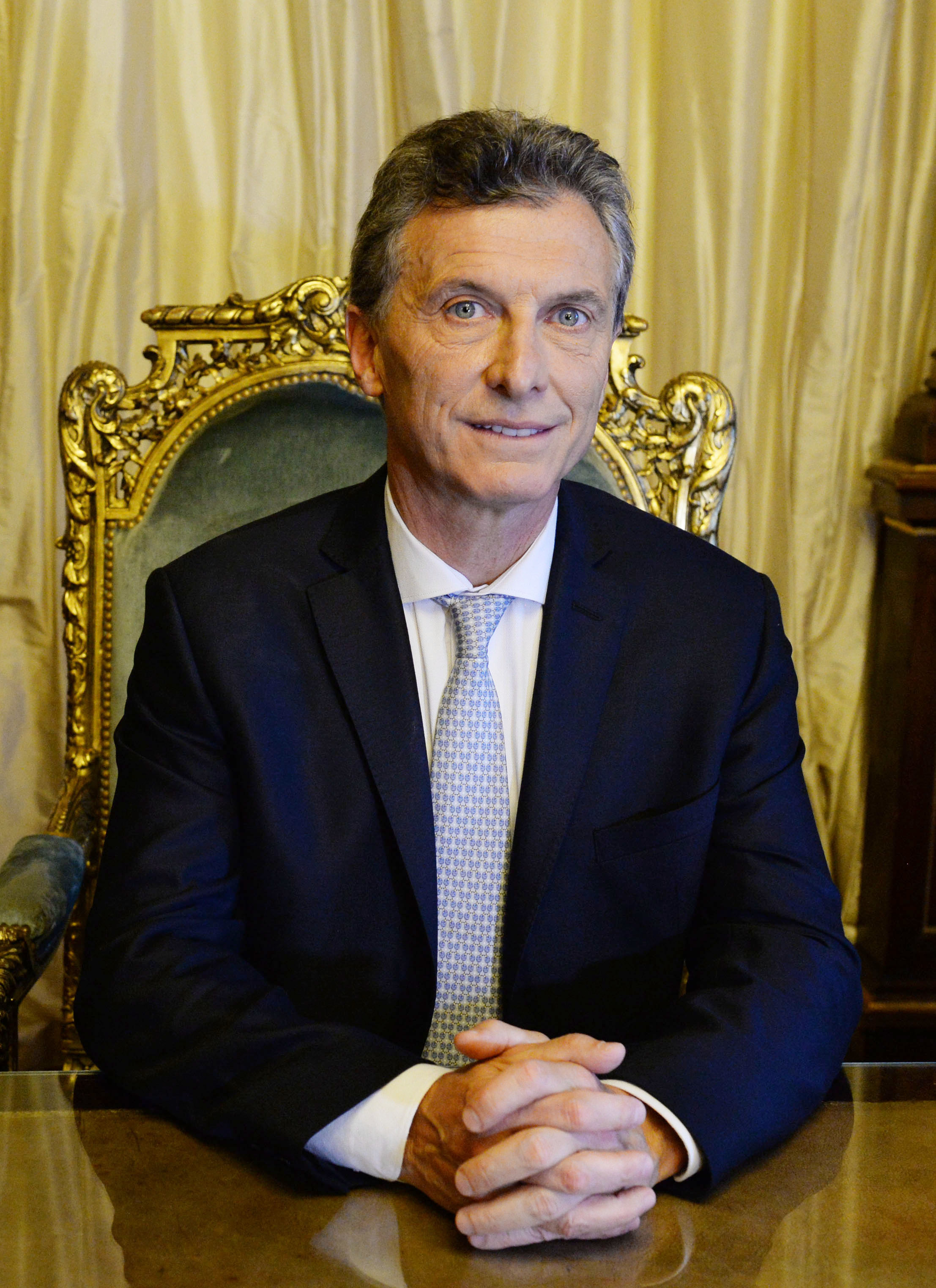
阿根廷 总统毛里西奥·马克里
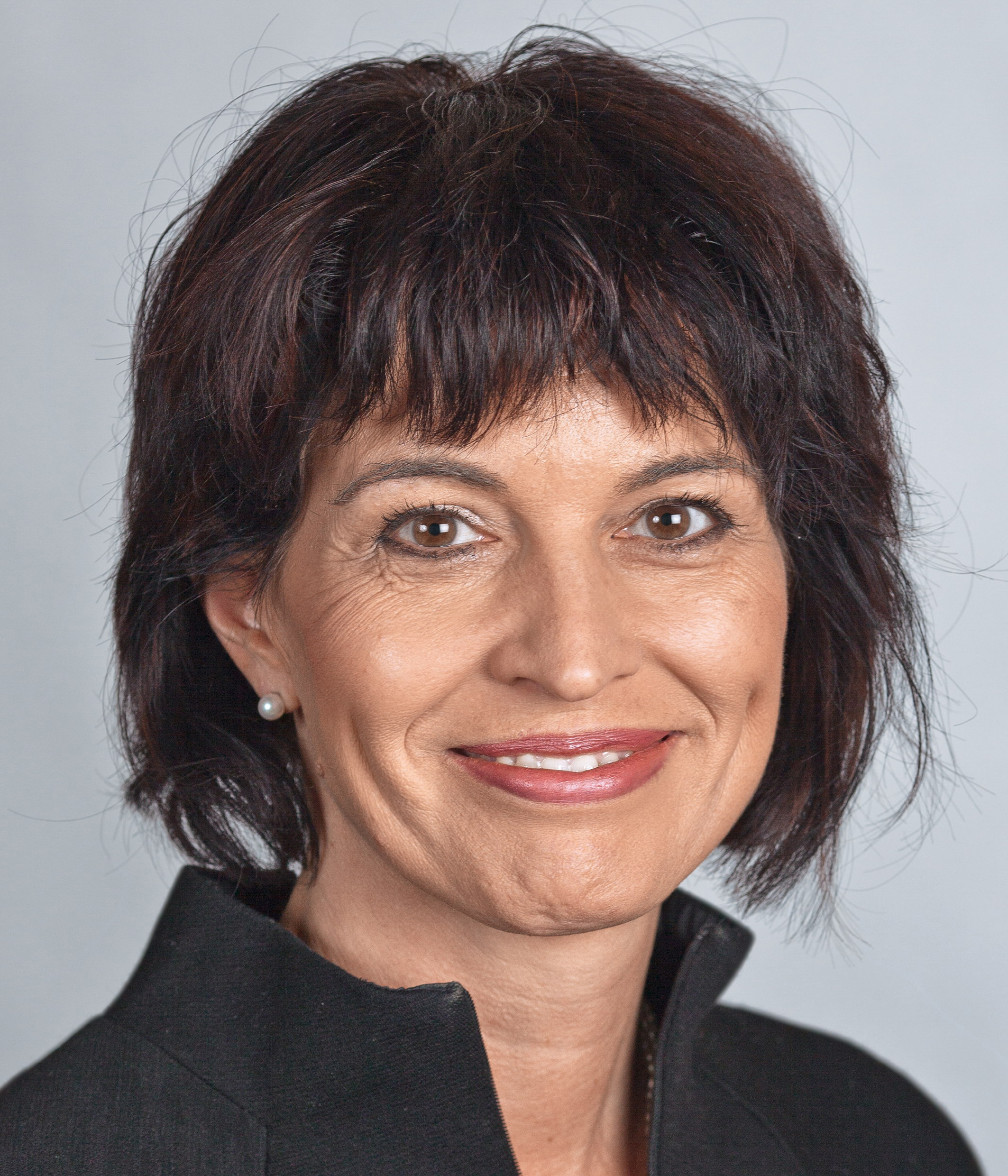
瑞士 联邦主席多丽丝·洛伊特哈德
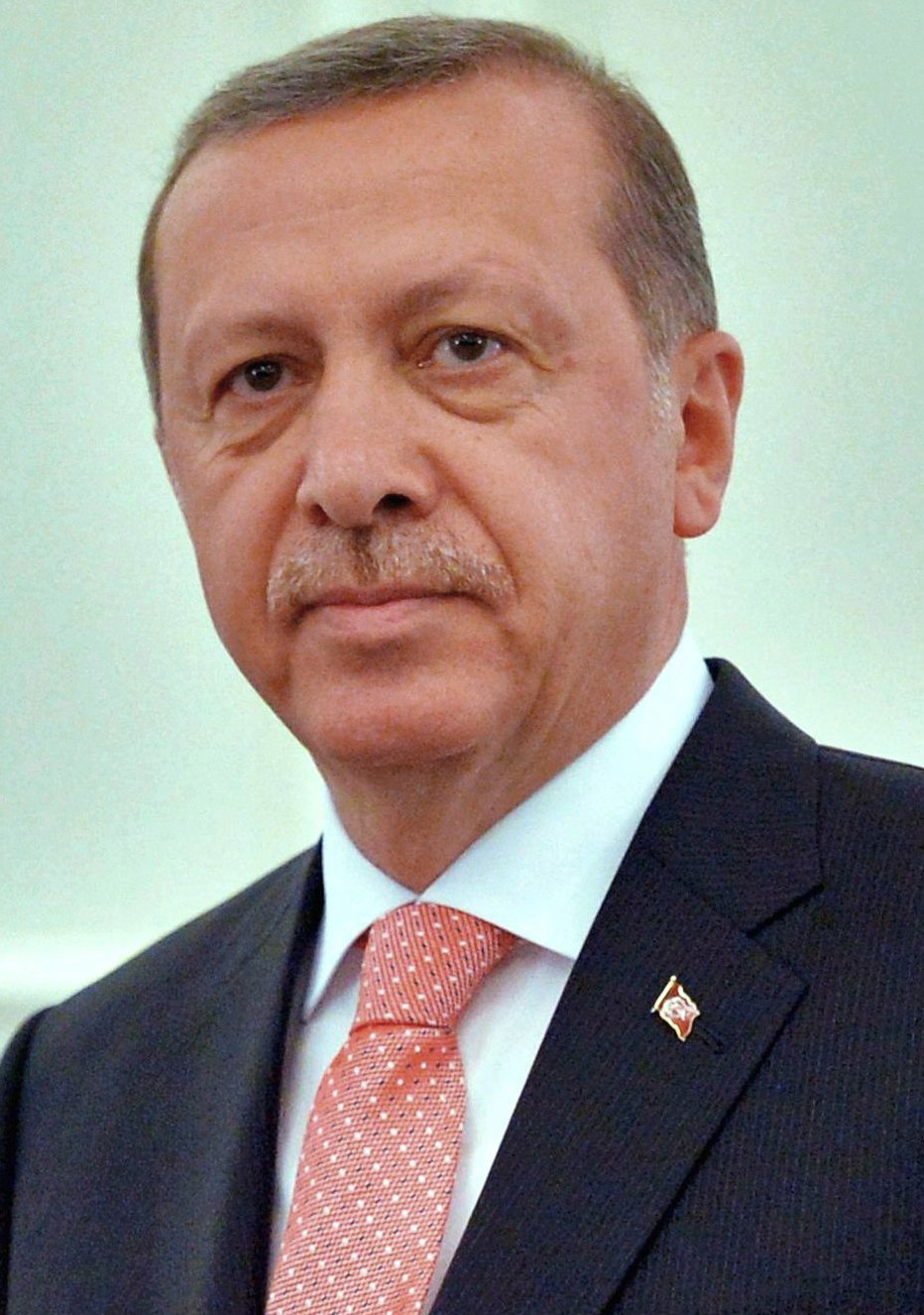
土耳其 总统雷杰普·塔伊普·埃尔多安
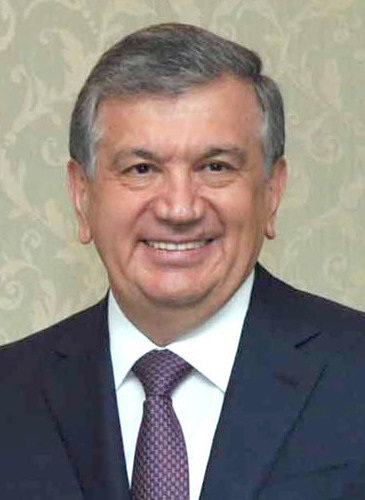
总统米尔济约耶夫
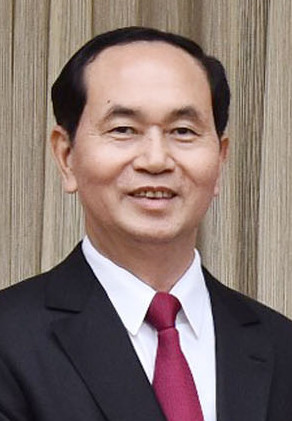
越南 国家主席陈大光
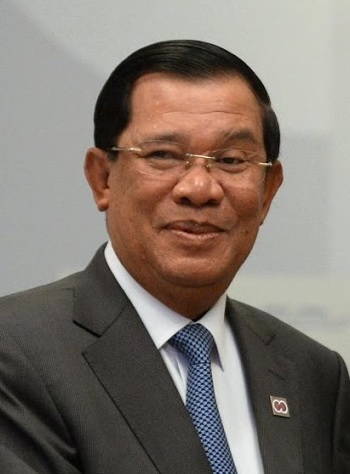
柬埔寨 首相洪森
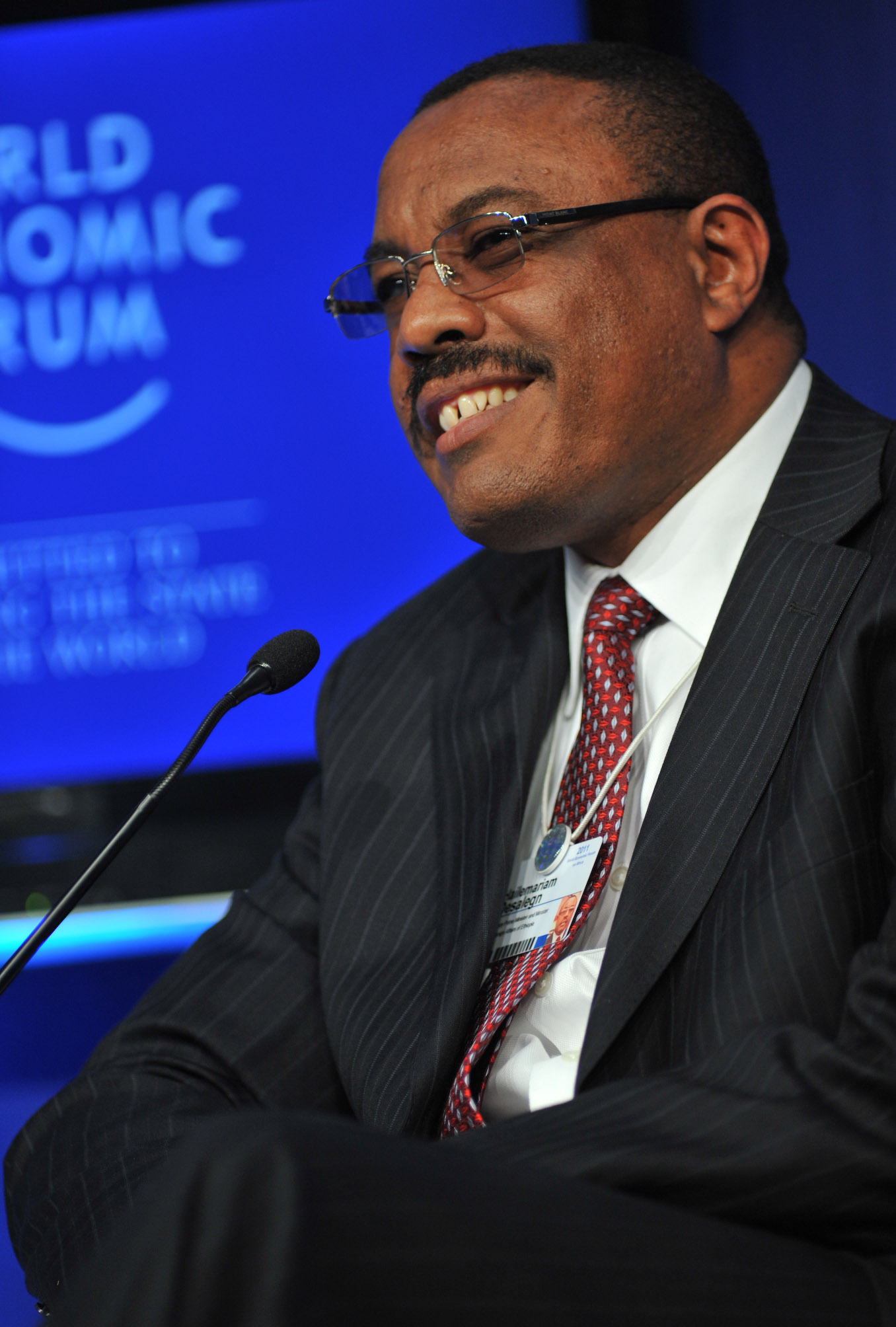
衣索比亞 总理海尔马里亚姆·德萨莱尼
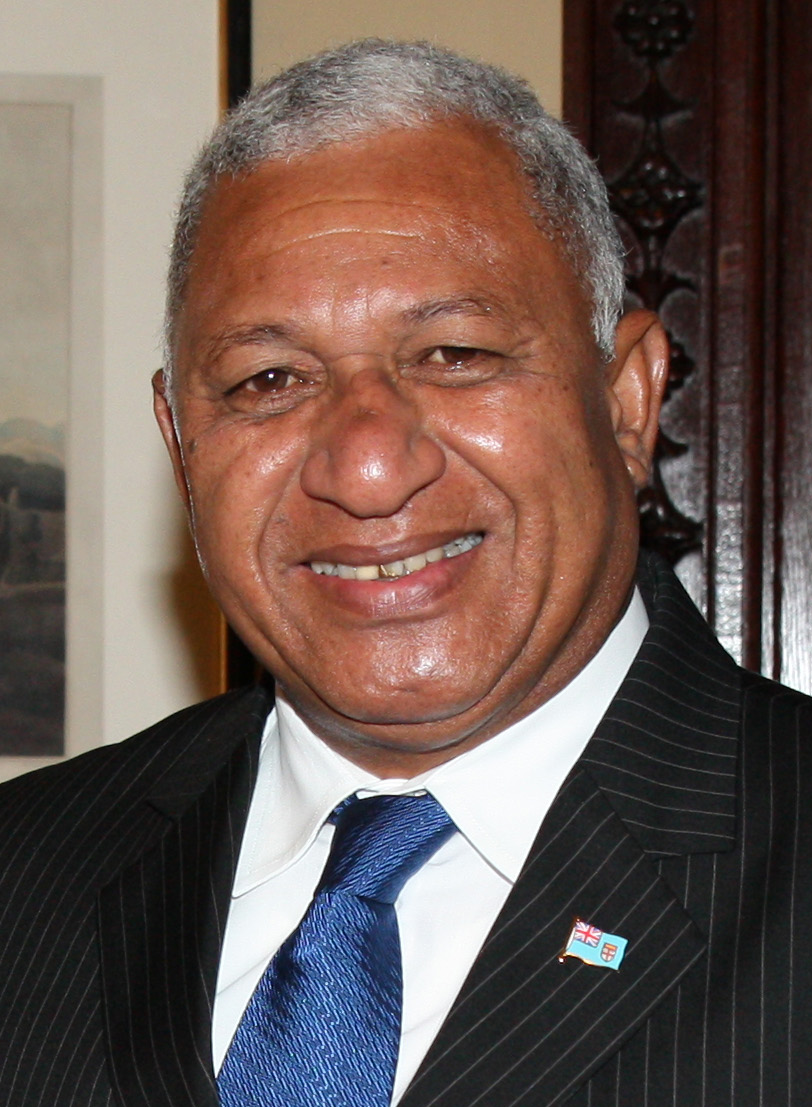
斐济 总理喬薩亞·沃雷恩蓋·姆拜尼馬拉馬
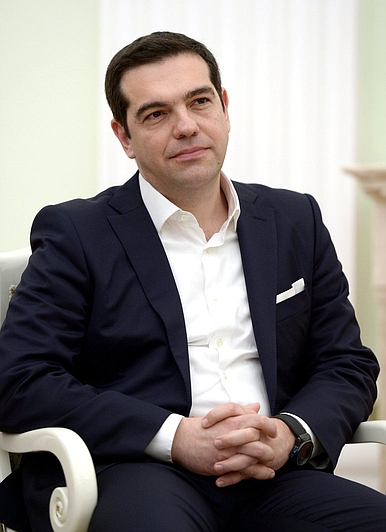
希腊 总理阿列克西斯·齐普拉斯
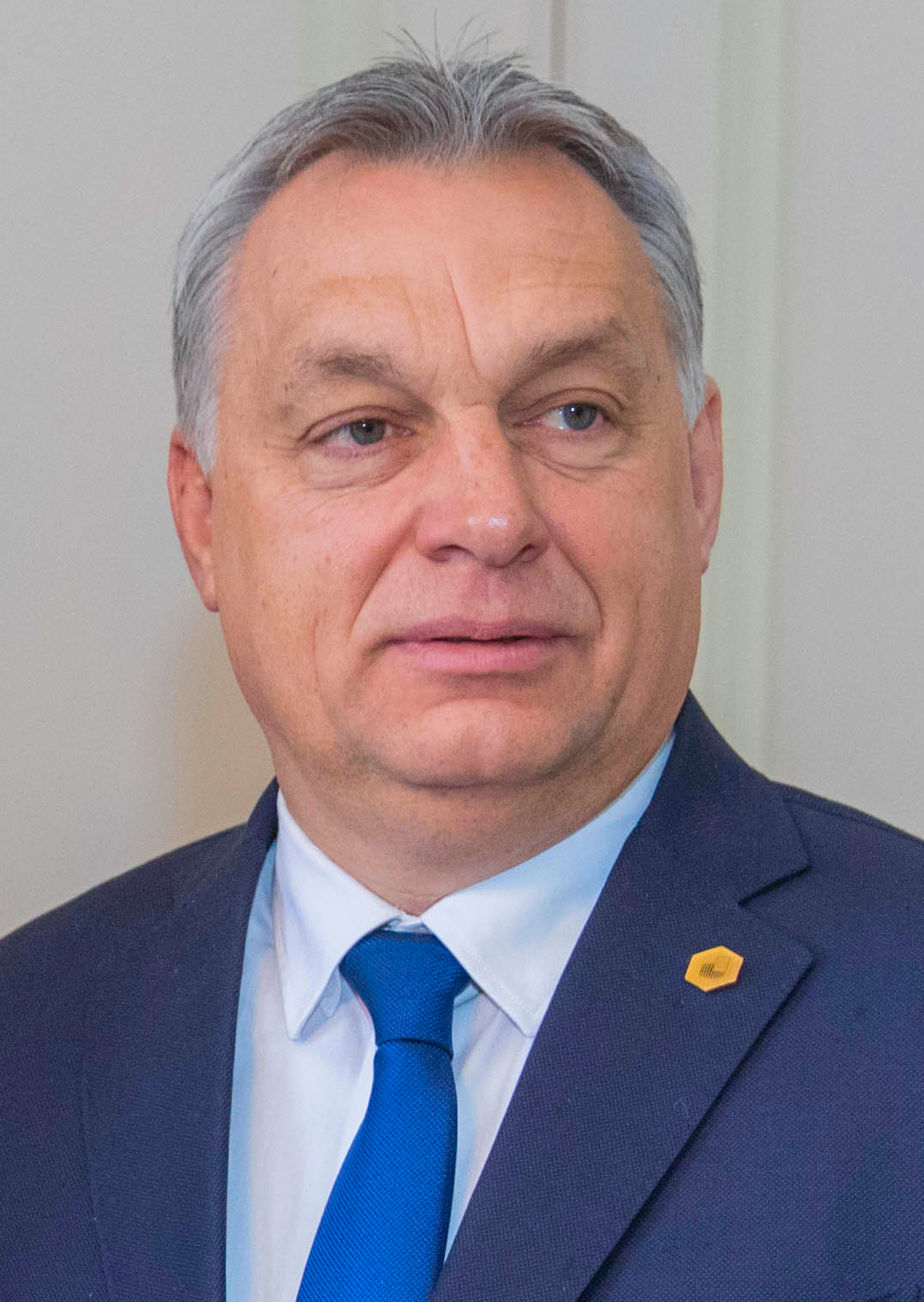
匈牙利 总理欧尔班·维克多
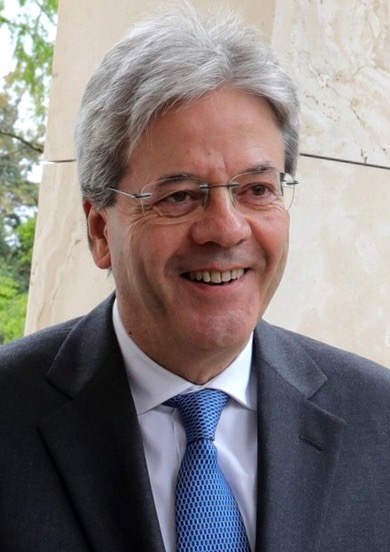
義大利 总理保罗·真蒂洛尼
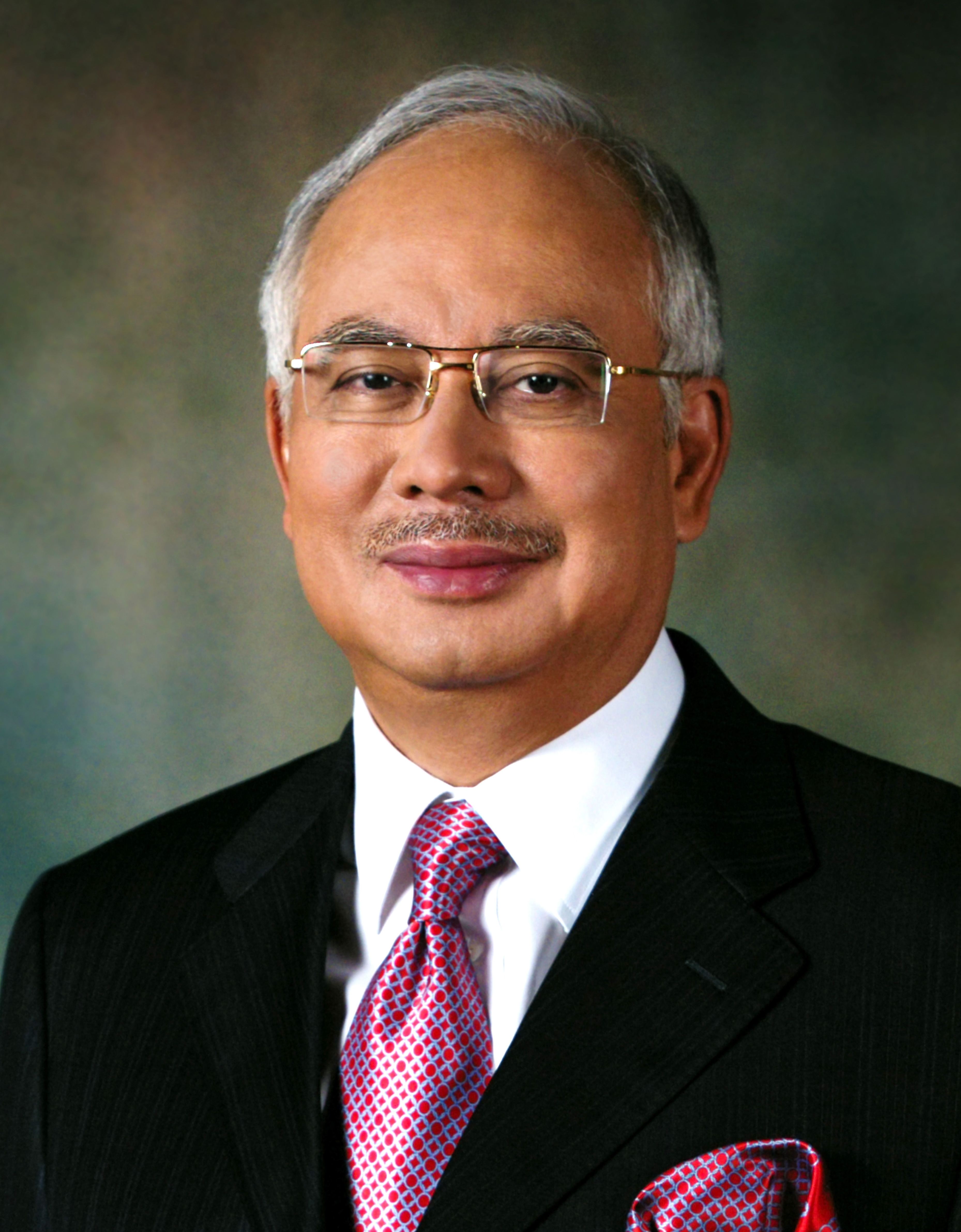
马来西亚 总理纳吉布
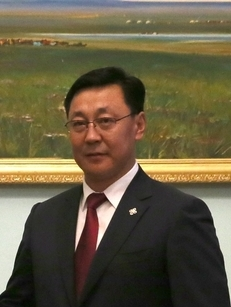
蒙古国 总理扎尔格勒图勒嘎·额尔登巴特
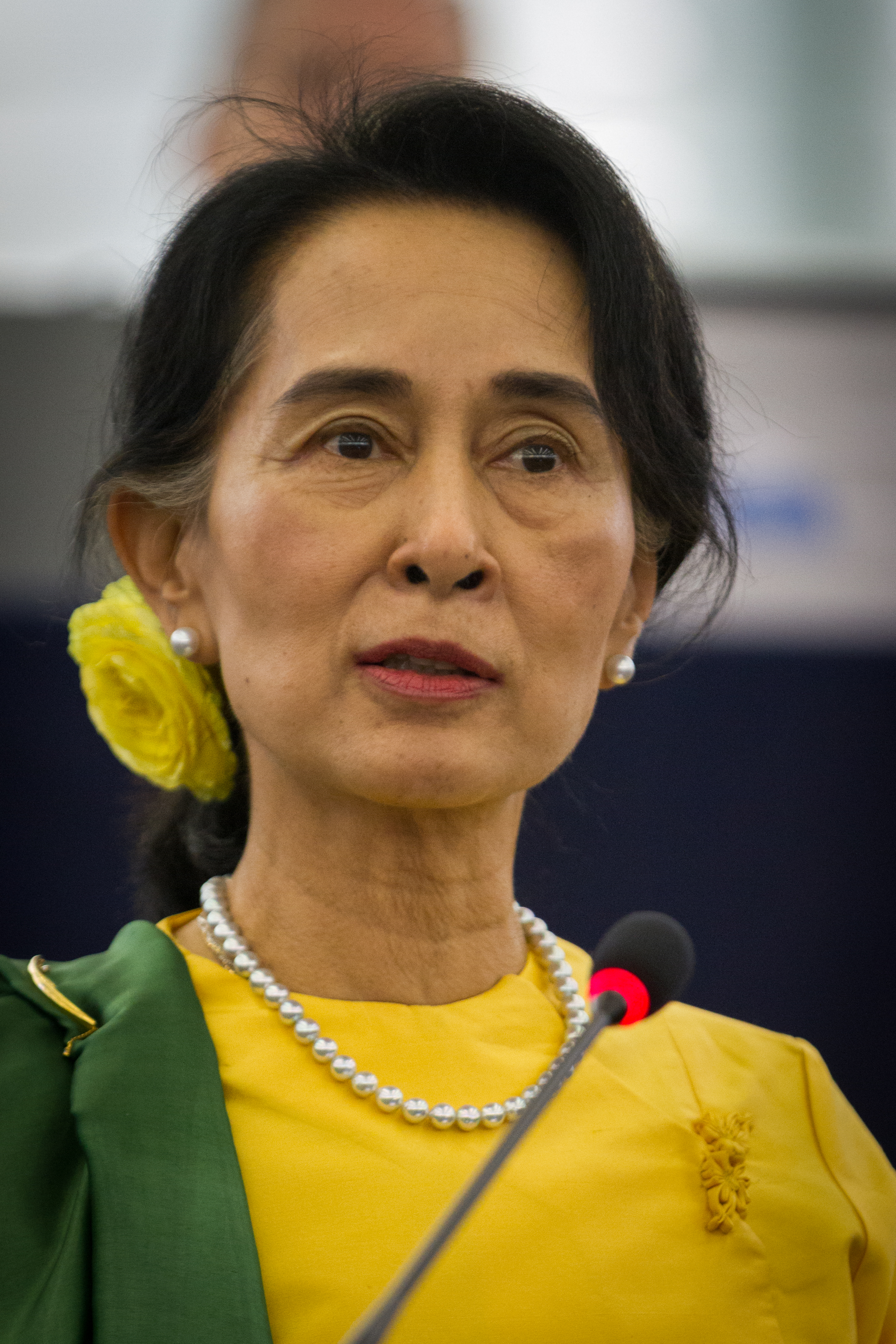
緬甸 国务资政昂山素季
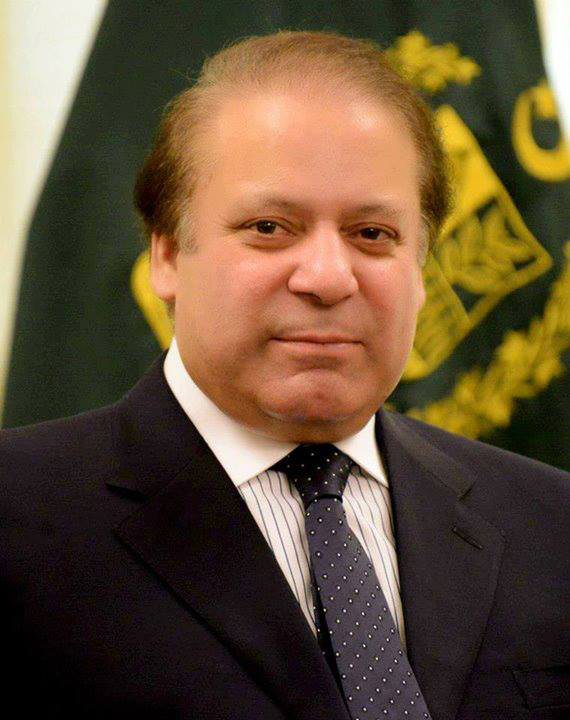
巴基斯坦 总理纳瓦兹·谢里夫
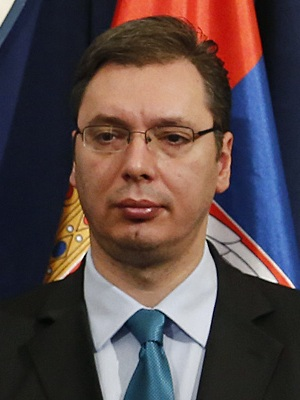
塞爾維亞 总理亞歷山大·武契奇
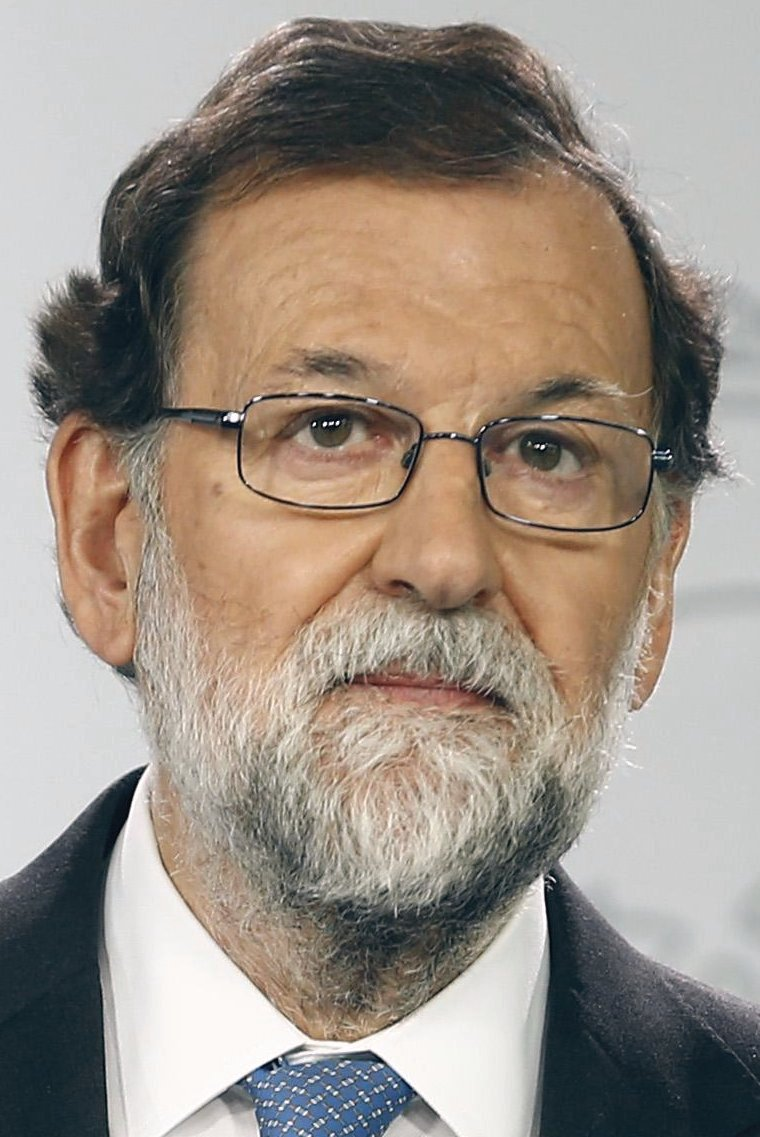
西班牙 首相拉霍伊
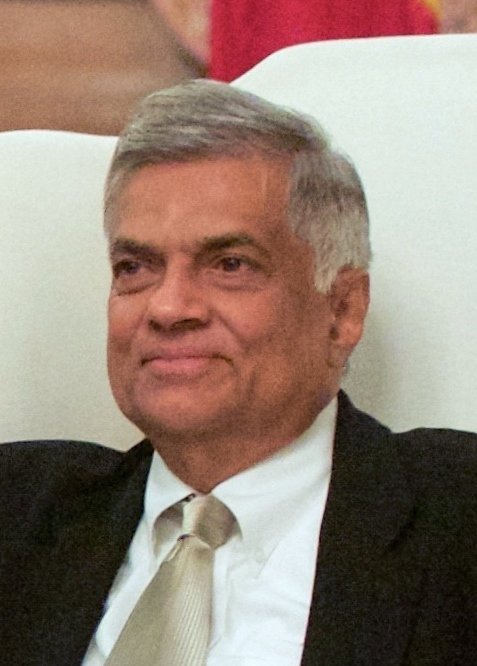
斯里蘭卡 总理拉尼尔·维克勒马辛哈

### 國際組織

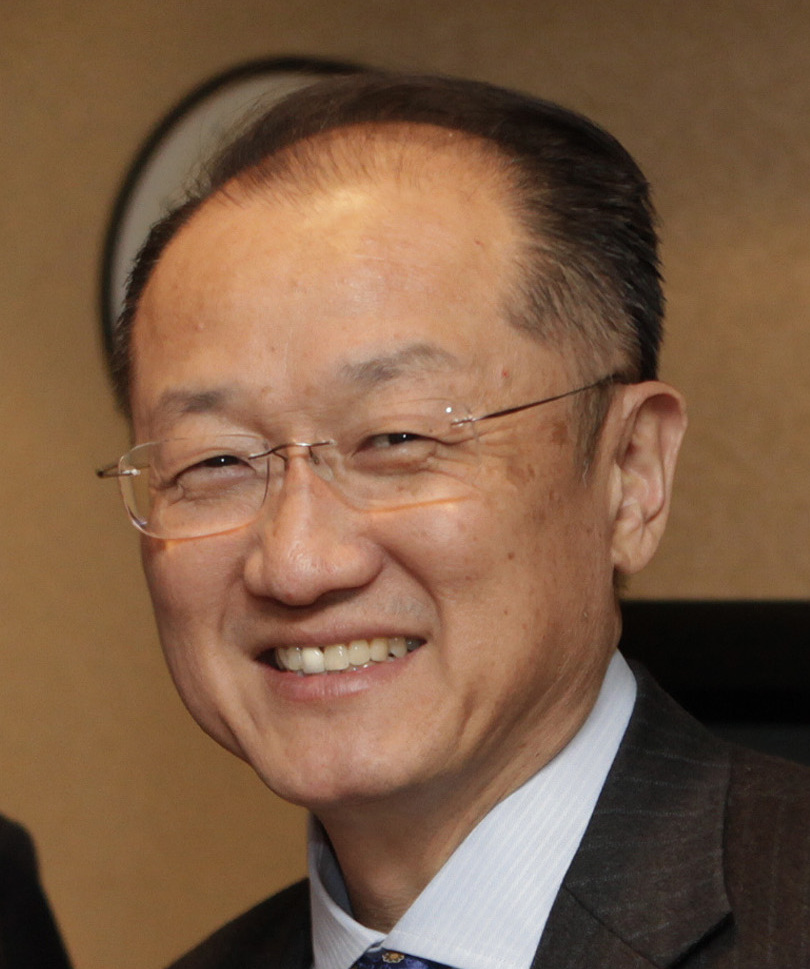
世界银行行长 金墉
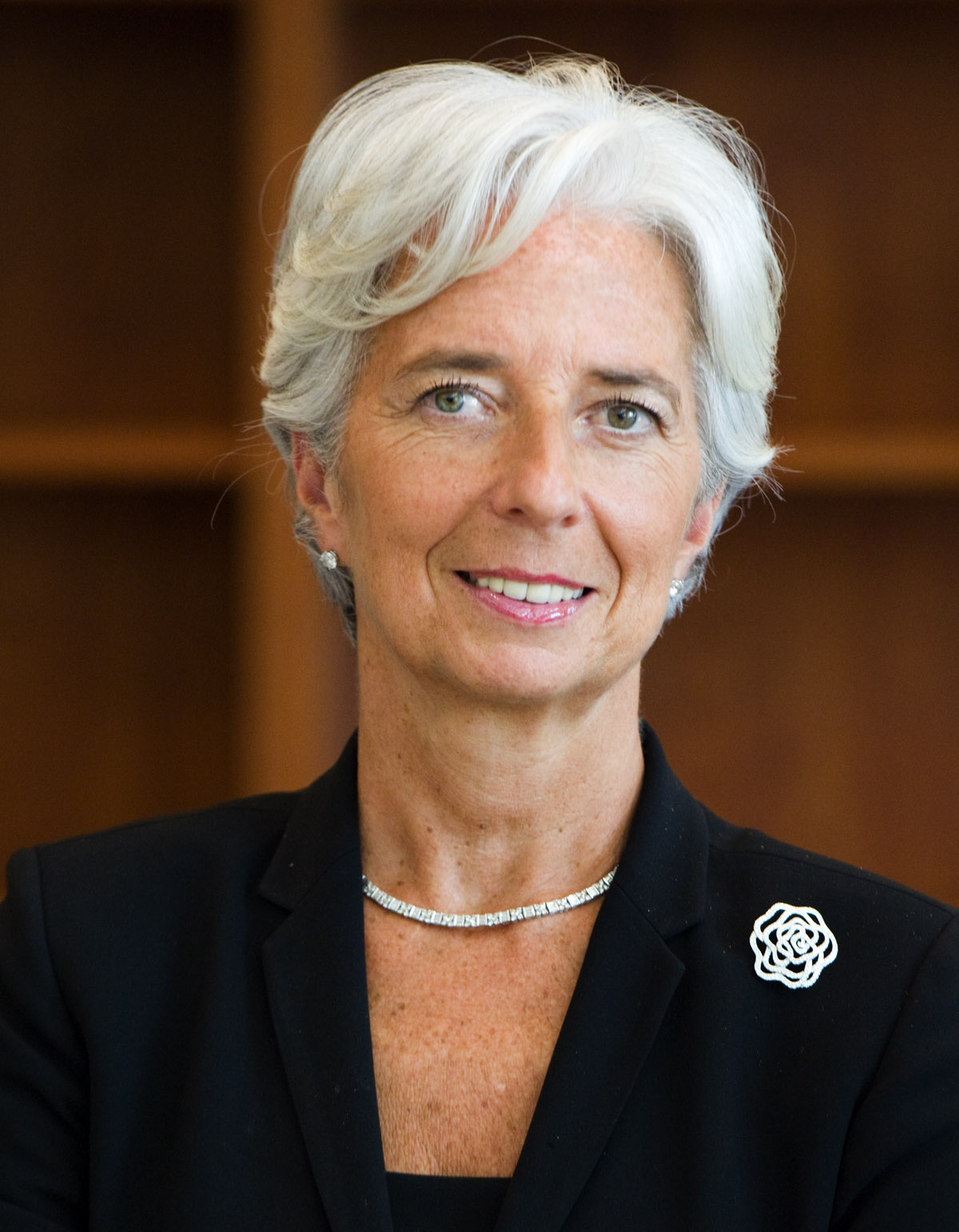
國際貨幣基金組織 (IMF)總裁 克里斯蒂娜·拉加德
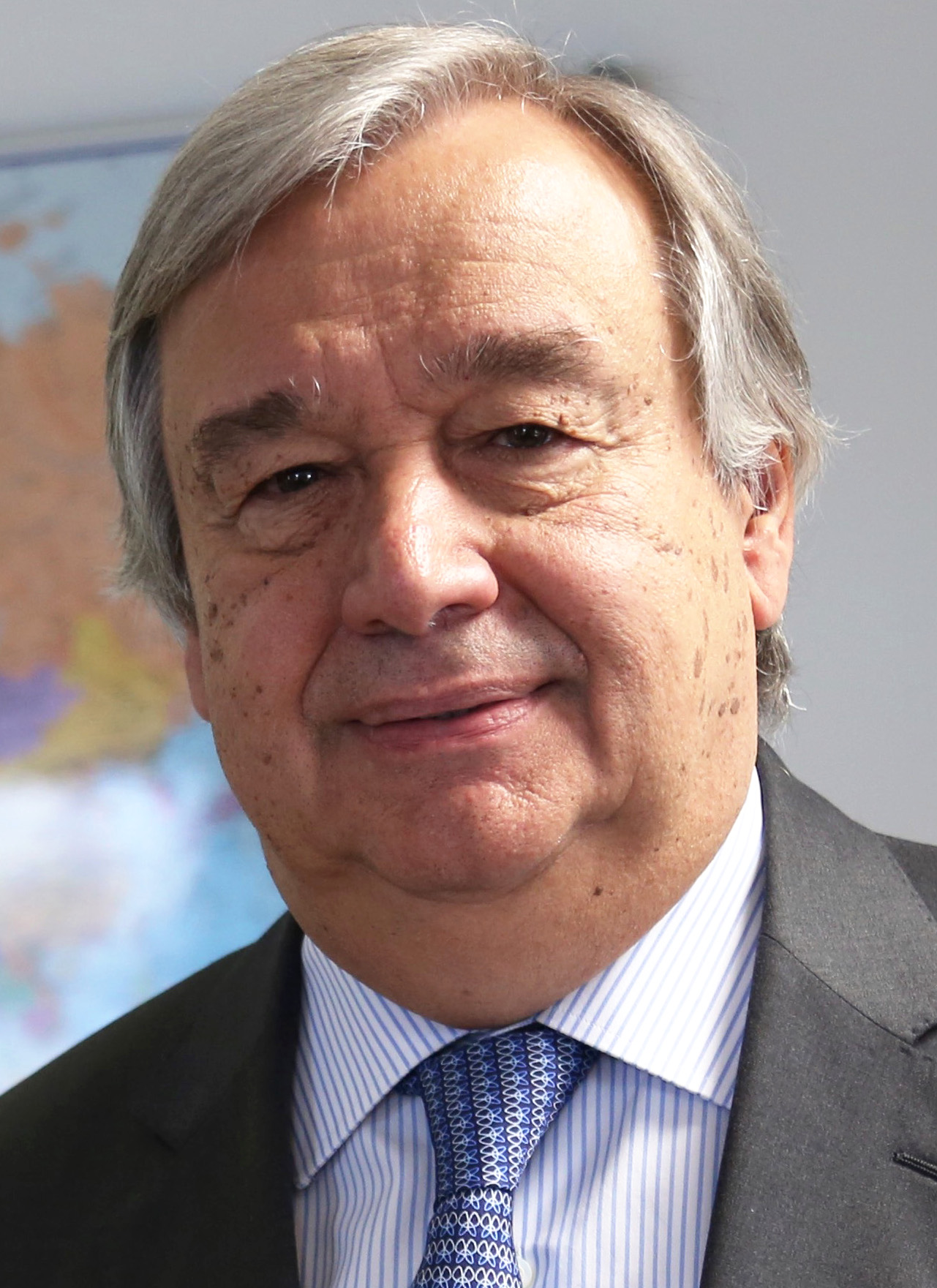
联合国秘书长 安东尼奥·古特雷斯